# Margit Slachta
Margit Slachta (ou Schlachta), née le 18 septembre 1884 à Košice (alors Kassa), en Hongrie, morte le 6 janvier 1974 à Buffalo (New York) est une femme politique et religieuse catholique hongroise.

## Biographie
Margit Slachta naît dans une famille noble d'origine polonaise. Son père, Kálmán Slachta de Zadjel, marié en 1882 avec Borbála Saárossy de Sáros, émigre en Amérique en 1908 avec trois de ses six enfants. Maria, qui a 24 ans, donne des cours d'allemand et de français à Győr. Elle quitte l'enseignement en 1908 pour rejoindre la Mission sociale, destinée à la cause féministe, fondée par Edit Farkas.
En 1920, elle est la première femme élue au Parlement hongrois. En 1923, elle fonde les Sœurs du Service Social, une organisation catholique féminine.
Pendant l'occupation allemande de la Hongrie par la Wehrmacht, de mars 1944 à avril 1945, elle sauve la vie de nombreux Juifs. À titre posthume, elle est nommée en 1985 Juste parmi les nations.